# Mel·lífer de la Micronèsia
El mel·lífer de la Micronèsia (Myzomela rubratra) és un ocell de la família dels melifàgids (Meliphagidae).

## Hàbitat i distribució
Habita boscos i terres de conreu de les illes Marianes i Carolines.